# Jean-Pierre Saint-Ours

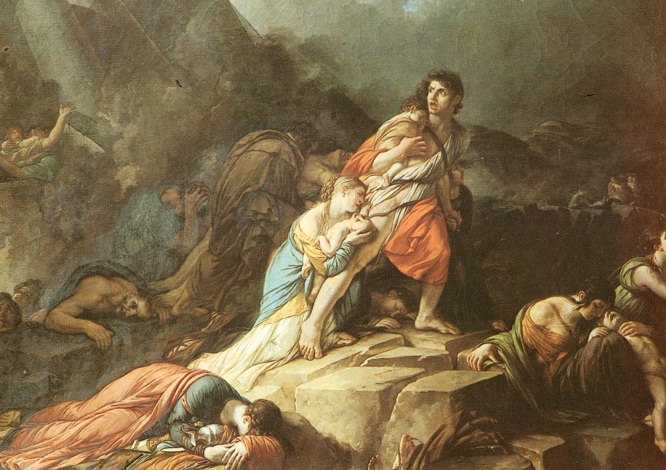
Das Erdbeben 1806

Jean-Pierre Saint-Ours (* 4. April 1752 in Genf; † 6. April 1809 ebenda) war ein Genfer Historienmaler.

## Leben
Jean-Pierre Saint-Ours entstammte einer Hugenottenfamilie, die am Anfang des 18. Jahrhunderts in Genf Zuflucht fand. Geboren als Sohn des Zeichenlehrers, Radierers und Emailmalers Jacques Saint-Ours und der Suzanne Constance Favre, heiratete er seine Cousine Hélène Bois-de-Chêne. Nach einer ersten Ausbildung bei seinem Vater studierte Saint-Ours ab 1769 in Paris, im Atelier von Joseph-Marie Vien an der Königlichen Akademie für Malerei und Bildhauerei. Er absolvierte das Studium 1780 mit der Verleihung des ersten Preises in Malerei.
Saint-Ours liess sich 1780 in Rom nieder, wo er als ein erfolgreicher Schöpfer klassizistischer Historienbilder anerkannt wurde. Zu seinen Schülern gehörte von 1782 bis 1789 Gabriel Constant Vaucher. 1792 kehrte er nach Genf zurück und beteiligte sich bis 1796 an der Revolutionsregierung, wurde 1793 Mitglied der Nationalversammlung, 1794 bis 1795 des Legislativkomitees und ab 1793 ebenfalls des Kunstkomitees.
Neben der sozialen Tätigkeit blieb er als Maler aktiv. Er malte u. a. die Figure de la République (1794) und den Erdbeben-Zyklus (1792–1806). 1802 nahm Saint-Ours in Paris erfolgreich am Wettbewerb zur Feier des Friedens von Amiens teil. Neben den Historienbildern schuf er auch Porträts Genfer Bürger.